# AsiaSat 6
O AsiaSat 6 (também conhecido por Thaicom 7) é um satélite de comunicação geoestacionário  construído pela Space Systems/Loral. Ele está localizado na posição orbital de 120 graus de longitude leste e é operado pelas empresas AsiaSat e Thaicom. O satélite foi baseado na plataforma LS-1300LL e sua expectativa de vida útil é de 15 anos.

## História
A Space Systems/Loral, anunciou em novembro de 2011 que foi escolhida pela Asia Satellite Telecommunications Company Limited (AsiaSat), empresa sediada em Hong Kong, para construir dois satélites de comunicação, o AsiaSat 6 e o AsiaSat 8.
O satélite leva 28 transponders de alta potência em banda C e tem uma missão de vida útil de 15 anos. O AsiaSat 6 foi projetado para ser compatível com uma variedade de veículos de lançamento comercial.
A operadora de satélite Thaicom da Tailândia concordou em dezembro de 2011 em pagar 171.000 mil dólares à concorrente AsiaSat de Hong Kong, ao longo de 15 anos, para um satélite de uso da AsiaSat ser colocado em uma posição orbital tailandesa, em um acordo que permitirá à Tailândia preservar seus direitos ao slot orbital. Sob o acordo, o satélite AsiaSat 6 está localizado na posição orbital de 120 graus de longitude leste. A Thaicom terá acesso a até metade dos 28 transponders de banda C do satélite e vai pagar à AsiaSat US$ 170 milhões em parcelas ao longo dos 15 anos de vida útil do satélite. O satélite é nomeado de AsiaSat 6/Thaicom 7. Antes de seu lançamento, a AsiaSat e a Thaicom colocaram o AsiaSat 2 como um satélite interino na posição orbital de 120° leste, para reter os direitos de regulamentação da Tailândia para o slot.

## Lançamento
O satélite foi lançado com sucesso ao espaço no dia 7 de setembro de 2014, às 05:00 UTC, por meio de um veículo Falcon-9 v1.1 a partir da Estação da Força Aérea de Cabo Canaveral, na Flórida, EUA. Ele tinha uma massa de lançamento de 3700 kg.

## Capacidade e cobertura
O AsiaSat 6/Thaicom 7 é equipado com 28 transponders em banda C para fornecer o serviço através do seu feixe regional no Sul e Sudeste da Ásia, assim como para a Austrália e Nova Zelândia.